# 空燃比
空燃比（くうねんひ、Air / fuel ratio）とは、炭化水素などの燃料を空気で燃焼させた熱を利用する熱機関類における燃焼の際の、空気質量を燃料質量で割った無次元量である。A/F（エーバイエフ）やAFRと略される。燃費や排出ガス成分の改善など、燃焼性能を制御するために用いられる。

## 概要
混合気中の酸素と燃料が、過不足なく反応する時の空燃比を理論空燃比という。例えば、エタノールを含有しないガソリン1 gの燃焼には空気14.7 gが必要であり、ガソリンにおける理論空燃比は14.7となる。理論空燃比よりも濃い混合気の状態を混合気がリッチであるといい、薄い状態をリーンであるという。理論空燃比のことをストイキオメトリー（ストイキ）ともいう。

## 乗用車用ガソリンエンジンの実際の空燃比
今日のガソリンエンジンでは排出ガス浄化のために三元触媒が使われており、これが有効に機能するためにはストイキ近傍で燃焼させることが必要である。
しかし、常にストイキで燃焼しているわけではなく、燃費に有利で窒素酸化物（NOx）以外の有害排出物質が少なくなるリーン（希薄）傾向の経済空燃比と、出力を稼ぎやすく発進時や加速時に使われるリッチ（過濃）傾向の出力空燃比がある。負荷の状況によって空燃比は使い分けられており、常にその値は変化している。
さらに、高回転化したエンジンでは、熱負荷の軽減（冷却）のためリッチ傾向で運転されることが多い。
- ストイキのまま回転数を上昇させると、たとえ点火時期を早めても排気バルブの開弁後かなりの時間にわたり燃焼が終了せず、アフターファイアーを生ずる。
- 高出力時（高負荷・高回転時）には発生する熱量そのものも膨大となり、シリンダー、シリンダーヘッド内壁面や、バルブシートその他からの放熱だけでは間に合わなくなる。結果として、主に排気バルブやピストンの溶損などを生ずる。
- 高出力時は排気温度も高いため、三元触媒が過熱し、溶損する可能性がある。

これらを防ぐため、空燃比をかなりリッチ傾向の設定とする。これにより燃焼速度が高くなり、アフターファイアーが緩和され、また、燃焼しきれないガソリンの気化潜熱（蒸発熱）により、バルブ周りやピストンが冷却される（排気と共に排熱される）。しかし、この状態での運転は、燃費が悪化するのはもとより、三元触媒が働かないなどの弊害もある。
このため、高負荷・高回転で連続運転される比率の高い欧州車等の一部のガソリンエンジンでは、燃費改善のため、
- 金属ナトリウム封入中空排気バルブの採用（バルブ溶損の防止）
- シリンダー壁面やシリンダーヘッドの材料を、高い熱伝導率を持つアルミ合金などへ変更（燃焼室とシリンダ壁面の放熱性向上）

などの対策を行い、ガソリン過剰を少しでも改善させる方策が採られているが、技術上の問題やコストの観点から、広く普及するまでには至っていない。
さらに、冷間始動時にも理論空燃比が使われることはない。冷間時には、混合気中の気化が促進されず、燃料が吸気ポート壁面や吸気バルブに付着してしまい、結果として、燃焼を開始するための燃料が十分に燃焼室まで達しないためである。この付着分を考慮したリッチな（濃い）混合比の設定を行う。エンジン始動後、冷却水温の温度上昇に応じて、この冷間始動時の燃料増量が減少するように制御される。